# 成為女主角吧！
「成為女主角吧!」（ヒロインになろうか!）是日本的女子偶像組合Berryz工房的第25張单曲。2011年3月2日由PICCOLO TOWN发售。

## 概要
- 與前作「Shining Power」相同，中心為熊井友理奈
- 此單曲有4個版本，分別有「初回生産限定盤A - C」和「CD ONLY」。「初回生産限定盤A」和「初回生産限定盤B」收錄了「成為女主角吧!」的PV。
- 在3月14日於公信榜单曲週排行榜取得第7位。此外，此單曲於3月6日於公信榜单曲日間排行榜取得第1位。

## 收錄内容

### CD（初回生産限定盤A - C 、 CD ONLY）
CD
1. 成為女主角吧!
（作詞・作曲：淳君 編曲：大久保薫）
2. 英雄出現!（ヒーロー現る!）
（作詞・作曲：淳君  編曲：板垣祐介）
3. 成為女主角吧!(Instrumental)

### DVD（初回生産限定盤A）
1. 成為女主角吧!（Dance Shot Ver.）

### DVD（初回生産限定盤B）
1. 成為女主角吧!（Dance Solo Mix Ver.）